# 대기오염물질의 장거리 이동에 관한 협약
대기오염물질의 장거리이동에 관한 협약(The Convention on Long-range Transboundary Air Pollution)은 1975년 스웨덴 등 북유럽 대표들이 국경을 넘는 대기오염 문제를 공식 제기하여 1979년 스위스 제네바에서 협약이 채택되고 1983년 3월에 발효되었다.
이 협약은 특히 유럽에서의 산성비 문제가 심각하고, 국경을 넘어 이동하는 대기오염물질을 통제하기 위한 국제적 협력이 필요하다는 요청에 따라, 주로 유럽 지역의 국가들을 중심으로 체결된 조약이다. 대기 오염원이 될 수 있는 물질이 먼 거리까지 이동할 수 있다는 점을 고려하여, 환경보호 분야, 특히 대기오염 분야에서의 상호협력 강화에 중점을 두고 있다. 또한 대기오염의 장기적, 단기적 피해의 가능성에 대처하여 공동의 해결책을 모색하고 있다. 이 협약의 목적은 대기오염으로부터 인간과 인류건강을 보호하며, 먼 거리 국경을 넘어 이동하는 대기오염물질을 포함한 모든 대기오염을 예방, 감소, 통제하는 것에 있다. 이러한 목적을 달성하기 위하여 각 당사국은 대기오염물질을 감소시키기 위한 정책이나 전략을 개발하고, 지속적인 연구, 정보 교환, 감시 등을 수행하도록 되어 있다.